# Sainte-Jamme-sur-Sarthe
Sainte-Jamme-sur-Sarthe là một xã trong tỉnh Sarthe ở tây bắc nước Pháp. Xã này nằm ở khu vực có độ cao từ 49-101 mét trên mực nước biển.